# سعسع
سعسع یک منطقهٔ مسکونی در سوریه است که در شهرستان قطنا واقع شده‌است.

## خصوصیات
سعسع ۹٬۹۴۵ نفر جمعیت دارد.